# Marta Estades
Marta Antonia Estades Sáez, más conocida como Marta Estades, (Burgos, 1930-Madrid, 2023) fue una empresaria española, cofundadora de la compañía aérea Spantax en 1959.

## Trayectoria

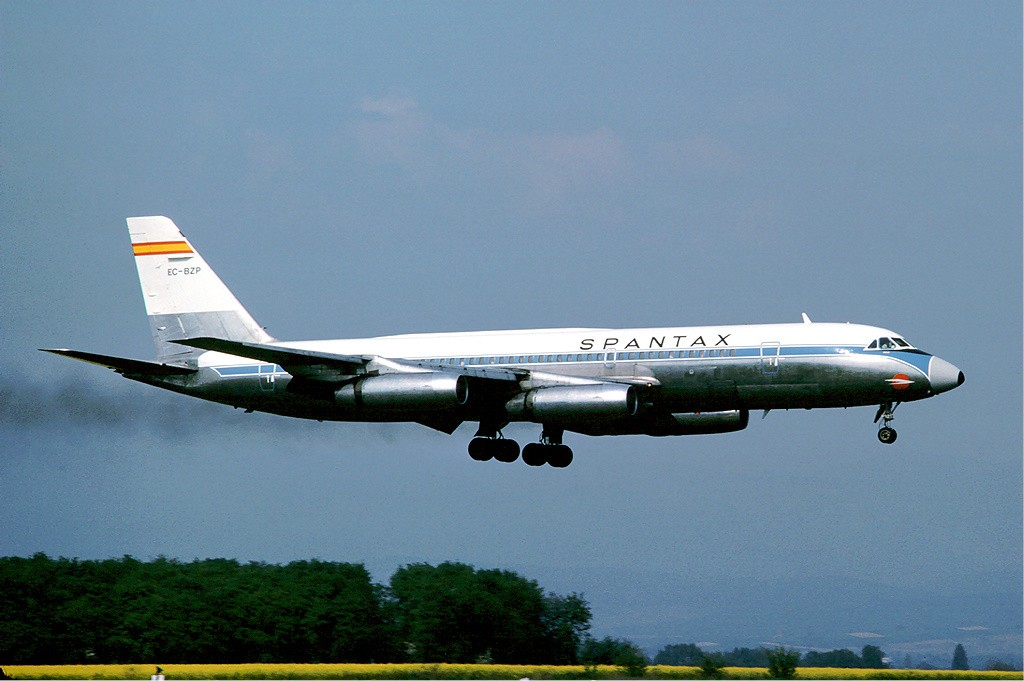
Spantax CV-990. Junio 1976. Wikimedia commons

Pasó su juventud en Burgos. Durante los años 50, fue auxiliar de vuelo de la aerolínea Iberia. Desde esta posición, Estades y el piloto de la misma compañía Rodolfo Bay Wright (1920-2000), más conocido como Rudy Bay, obtuvieron el permiso para crear un taxi operador con las Islas Canarias, fundando el 6 de octubre de 1959 la compañía con el nombre Spantax S. A., acrónimo de Spanish Air Taxi, para entrar en el mercado de los vuelos chárter. Nació así una compañía privada de capital español para transportar pasaje y material entre el Sáhara Occidental y las Islas Canarias.
La compañía Spantax S. A. era dirigida por Bay como presidente y con Estades como vicepresidenta. En principio, contó con una mínima infraestructura administrativa en Las Palmas de Gran Canaria y Palma de Mallorca, y más adelante con sede en Madrid e instalaciones de carácter técnico, logístico y administrativo en Palma de Mallorca. La compañía se desarrolló en función de la demanda turística del momento, asumió los vuelos interinsulares de Canarias, abrió delegaciones en Estocolmo, Bruselas y Nueva York, y adquirió permiso para operar en Estados Unidos. Llegó a situarse a comienzos de 1970 como la segunda compañía aérea europea de vuelos chárter, y alcanzar 1.192 empleados en 1980.
Además de cofundar la empresa, y gracias a su experiencia en Iberia, Estades fue la jefa del persona auxiliar de vuelo, consiguiendo una notable escuela. Spantax contó con la comandante Bettina Kadner, la primera mujer comandante de aviación comercial en España, que fue una de las pilotos de la compañía y que declaró su admiración por la trayectoria profesional de Estades.
Estades se mantuvo en la vicepresidencia de la compañía hasta su final, cuando el precio de los carburantes, las dificultades de gestión, la competencia y varios accidentes aéreos empañaron su imagen y provocaron su quiebra en 1985, año en que la junta directiva dimitió en pleno.